# Eleição municipal de Campina Grande em 1972
A eleição municipal de 1972 em Campina Grande, assim como em várias cidades brasileiras, ocorreu em 15 de novembro de 1972 para eleger um prefeito, um vice-prefeito e 15 vereadores.
3 candidatos disputaram a prefeitura de Campina Grande - 2 da ARENA (em sublegenda) e um do MDB. A vitória foi do professor universitário, advogado e ex-vereador Evaldo Cruz, que recebeu 20.468[carece de fontes?], contra 19.533 de Juracy Palhano, que exercia mandato de vereador em Remígio, sua cidade natal. Nestor Alves (MDB) foi o candidato com a menor votação (2.150 sufrágios).
Entre os vereadores, o mais votado foi José Luiz Júnior, com 4.495 votos.

## Candidatos a prefeito
|  | Nº | Candidato(a) a prefeito                   | Candidato(a) a prefeito                 | Candidato(a) a vice-prefeito         | Candidato(a) a vice-prefeito | Coligação                                               |
|  | -- | ----------------------------------------- | --------------------------------------- | ------------------------------------ | ---------------------------- | ------------------------------------------------------- |
|  |    |                                           | Evaldo Cruz Evaldo Cavalcanti da Cruz   |                                      | José Salvador Neto           | Em sublegenda - Aliança Renovadora Nacional (ARENA)     |
|  |    | Juracy Palhano João Juracy Palhano Freire |                                         | Everaldo Agra Everaldo da Costa Agra |                              | Em sublegenda - Aliança Renovadora Nacional (ARENA)     |
|  |    |                                           | Nestor Alves Nestor Alves de Melo Filho |                                      | Manoel Joaquim Barbosa       | Não disponível - Movimento Democrático Brasileiro (MDB) |

## Resultados
| Candidato                | Vice                         | 1º turno 15 de novembro de 1982 | 1º turno 15 de novembro de 1982 |
| Candidato                | Vice                         | Votação                         | Votação                         |
| Porcentagem              | Total                        | Porcentagem                     | Total                           |
| ------------------------ | ---------------------------- | ------------------------------- | ------------------------------- |
| Evaldo Cruz (ARENA-1)    | José Salvador Neto (ARENA)   | 48,56%                          | 20.468                          |
| Juracy Palhano (ARENA-2) | Everaldo Agra (ARENA)        | 46,34%                          | 19.533                          |
| Nestor Alves (MDB)       | Manoel Joaquim Barbosa (MDB) | 5,10%                           | 2.150                           |
| Votos em branco          | Votos em branco              |                                 | 1.032                           |
| Votos nulos              | Votos nulos                  |                                 | 2.454                           |
| Total                    |                              |                                 |                                 |
| Abstenções               | Abstenções                   | 27,06%                          | 16.933                          |
| Votos apurados           | Votos apurados               |                                 | 45.637                          |
| Total de eleitores       | Total de eleitores           |                                 | 62.570                          |

| Partido | Partido | Candidato      | Votos  | Votos (%) |
| ------- | ------- | -------------- | ------ | --------- |
|         | ARENA-1 | Evaldo Cruz    | 20 468 | 48,56%    |
|         | ARENA-2 | Juracy Palhano | 19 533 | 46,34%    |
|         | MDB     | Nestor Alves   | 2 150  | 5,1%      |
| Totais  | Totais  | Totais         | 42 151 |           |

## Vereadores eleitos
| Candidato eleito             | Partido | Votação | Porcentagem | Cidade onde nasceu | Unidade federativa |
| José Luiz Júnior             | ARENA   | 4.495   | 11,58%      | Bezerros           | Pernambuco         |
| Rafael Manoel dos Santos     | ARENA   | 3.377   | 8,70%       |                    |                    |
| Helio Cavalcanti             | ARENA   | 3.195   | 8,23%       |                    |                    |
| Rildo Fernandes              | MDB     | 2.440   | 6.28%       |                    |                    |
| Lindaci Medeiros             | MDB     | 2.416   | 6,22%       |                    |                    |
| José Sobreira Targino        | ARENA   | 2.363   | 6.09%       |                    |                    |
| Antônio Alves Pimentel       | ARENA   | 2.100   | 5,41%       |                    |                    |
| Genésio Soares               | ARENA   | 1.674   | 4,31%       |                    |                    |
| José de Arimateia Amorim     | MDB     | 1.614   | 4,16%       |                    |                    |
| Maria Barbosa                | MDB     | 1.558   | 4,01%       |                    |                    |
| Saraiva Granjeiro            | ARENA   | 1.358   | 3,50%       |                    |                    |
| Hermes Ferreira Ramos        | ARENA   | 1.301   | 3,35%       |                    |                    |
| Argemiro de Figueiredo Filho | MDB     | 1.068   | 2,75%       |                    |                    |
| Moisés Lyra Braga            | MDB     | 1.032   | 2,66%       |                    |                    |
| Luís Marinho da Silva        | ARENA   | 916     | 2,36%       |                    |                    |

## Links
- Resultado de Eleições - TRE-PB (em português)